# La Liga de 1954–55
A La Liga de 1954–55 foi a 24º edição da Primeira Divisão da Espanha de futebol. Com 16 participantes, o campeão foi o Real Madrid.

## Classificação final
| Pos | Equipe                 | J  | V  | E  | D  | GM | GS | SG  | Pts |
| --- | ---------------------- | -- | -- | -- | -- | -- | -- | --- | --- |
| 1   | Real Madrid            | 30 | 20 | 6  | 4  | 80 | 31 | 49  | 46  |
| 2   | CF Barcelona           | 30 | 17 | 7  | 6  | 75 | 39 | 36  | 41  |
| 3   | Atlético de Bilbao     | 30 | 15 | 9  | 6  | 78 | 39 | 39  | 39  |
| 4   | Sevilla CF             | 30 | 15 | 4  | 11 | 74 | 58 | 16  | 34  |
| 5   | Valencia CF            | 30 | 15 | 3  | 12 | 71 | 60 | 11  | 33  |
| 6   | Hércules CF            | 30 | 11 | 9  | 10 | 46 | 57 | -11 | 31  |
| 7   | Deportivo de La Coruña | 30 | 12 | 6  | 12 | 52 | 59 | -7  | 30  |
| 8   | Atlético de Madrid     | 30 | 11 | 7  | 12 | 59 | 64 | -5  | 29  |
| 9   | Real Valladolid        | 30 | 11 | 5  | 14 | 48 | 56 | -8  | 27  |
| 10  | CD Alavés              | 30 | 11 | 5  | 14 | 51 | 62 | -11 | 27  |
| 11  | Celta de Vigo          | 30 | 10 | 7  | 13 | 55 | 60 | -5  | 27  |
| 12  | UD Las Palmas          | 30 | 10 | 7  | 13 | 45 | 69 | -24 | 27  |
| 13  | RCD Español            | 30 | 8  | 10 | 12 | 42 | 46 | -4  | 26  |
| 14  | Real Sociedad          | 30 | 9  | 6  | 15 | 48 | 53 | -5  | 24  |
| 15  | Real Santander         | 30 | 9  | 2  | 19 | 39 | 81 | -42 | 20  |
| 16  | CD Málaga              | 30 | 6  | 7  | 17 | 36 | 65 | -29 | 19  |

|  | Classificado para a Copa da Europa                              |
|  | Participa da Copa de Ferias                                     |
|  | Classificado para a promoção de permanencia na Primera División |
|  | Descenso a Segunda División                                     |

## Artilheiros
| Pos. | Jogador            | Equipe              | Gols |
| ---- | ------------------ | ------------------- | ---- |
| 1    | Juan Arza          | Sevilla             | 29   |
| 2    | Alfredo Di Stéfano | Real Madrid         | 25   |
| 3    | Manuel Badenes     | Valencia            | 22   |
| 4    | Arieta I           | Athletic Bilbao     | 19   |
| 5    | Héctor Rial        | Real Madrid         | 18   |
| 5    | Pahiño             | Deportivo La Coruña | 18   |
| 7    | Wilson             | Alavés              | 17   |
| 8    | José Artetxe       | Athletic Bilbao     | 16   |
| 8    | Juan Araujo        | Sevilla             | 16   |
| 10   | Pablo Olmedo       | Celta de Vigo       | 15   |
| 10   | Joaquín Murillo    | Valladolid          | 15   |